# Expediția din Insulele Shetland
Expediția din Insulele Shetland, efectuată în iulie-august 1652, a fost o încercare de angajare a luptei între flota neerlandeză comandată de locotenentul-amiral Maarten Tromp și flota engleză a generalului-pe-mare Robert Blake, la începutul Primului Război Anglo-Neerlandez. Flota engleză a atacat bărcile de pescuit neerlandeze și navele lor de escortă ce operau în apele Insulelor Shetland în nordul Scoției. Flota neerlandeză a răspuns prin căutarea flotei inamice și angajarea ei în luptă, dar o furtună puternică, specifică Micii Ere Glaciare, a scufundat mai multe nave și le-a împrăștiat pe celelalte.

## Context
În secolul al XVII-lea Insulele Shetland aveau o importanță vitală pentru neerlandezi, datorită pescarilor de hering. Mari flote de pescari neerlandezi de hering poposeau regulat în Bressay Sound, făcând comerț cu localnicii și contribuind la dezvoltarea orașului Lerwick în defavoarea vechii capitale Scalloway. Insulele erau și un punct de plecare pentru navele neerlandeze în drumul spre sau dinspre Indiile de Est, mai ales în timpul războaielor cu Spania, Franța sau Anglia, când ruta prin Canalul Mânecii devenea problematică. În 1640 3 nave VOC care se întorceau din Indii escortate de o navă de război au fost atacate în Strâmtoarea Bressay de 10 nave de război spaniole. Pentru a bloca Bressay de neerlandezi, englezii au ordonat construirea unui fort la Lerwick în timpul războiului, dar nu se știe când și dacă a fost terminat.

## Desfășurarea operațiunilor
În iunie 1652 Generalul-pe-mare Robert Blake a primit ordinul să se îndrepte spre Shetland cu flota sa de peste 80 de nave pentru a intercepta flota VOC care se întorcea în Țările de Jos ocolind Scoția pe la Nord. Blake a ridicat ancora spre Shetland la 7 iulie, lăsându-l pe George Ayscue să păzească Canalul. 
Ayscue avea o escadră de 10 nave ancorată la Downs în timp ce aștepta întăriri de pe Tamisa. La 12 iulie Ayscue a atacat lângă Calais un convoi neerlandez de aproximativ 30 de nave comerciale. Trei au fost distruse și cinci capturate; majoritatea celorlalte au fost eșuate deliberat pe Nisipurile Calais-ului pentru a evita să fie capturate. În ciuda eforturilor francezilor de a-l împiedica, Ayscue a repus pe linia de plutire și capturat 2 dintre corăbiile eșuate. 
La mijlocul lunii iulie 1652 neerlandezii au adunat o mare flotă de război cu care să dispute controlul asupra Canalului Mânecii și Mării Nordului. Multe alte nave erau în misiuni de patrulare sau de escortare a convoaielor și a pescarilor. O escadră opera deja în Marea Mediterană, aducând totalul navelor neerlandeze în serviciu activ la peste 150. La 18 iulie locotenentul-amiral Maarten Tromp a sosit la Dover cu o flotă de 82 nave de război și 9 nave incendiare. Mult depășit numeric, Ayscue a ocupat o poziție defensivă în ancorajul de la Downs sub adăpostul tunurilor artileriei din fortul Deal. Totuși vânturile potrivnice l-au împiedicat pe Tromp să între în Downs pentru a-l ataca pe Ayscue și să reediteze succesul său asupra spaniolilor din 1639. Amiralul Tromp a plecat la 20 iulie spre Nord în urmărirea lui Blake, având sub ordinele sale o forță de 94 nave de război, 1 navă de aprovizionare, 10 nave incendiare și 3 galiote. 
Între timp Blake a dispersat flota neerlandeză de pescari din Marea Nordului și a capturat cele 13 nave de escortă ale ei. Apoi a ocupat o poziție lăngă Insula Fair dintre Insulele Orkney și Insulele Shetland pentru a aștepta convoiul corăbiilor încărcate cu mirodenii ale Companiei Unificate a Indiilor de Est (prescurtată V.O.C. în neerlandeză). Tromp l-a zărit pe Blake lângă Insula Fair la 3 august. Dar înainte să se poată angaja bătălia un vânt puternic dinspre nord-vest a început deodată să sufle și a continuat să sufle timp de trei zile.
Ambele flote au fost prinse în furtună între 4-6 august. Blake și flota sa au reușit să se adăpostească în Strâmtoarea Bressay suferind avarii dar fără să piardă nici o navă. Însă neerlandezii au fost loviți din plin lângă un țărm ostil spre care vânturile le împingea corăbiile. Flota a fost împrăștiată și multe corăbii s-au zdrobit de stâncile din jurul Capului Sumburgh. Odată cu oprirea furtunii la 6 august ambii amirali au decis să se întoarcă acasă. Convoiul V.O.C. a fost și el lovit de furtună, dar cu toate acestea, 7 din cele 9 nave cu mirodenii s-au întors în siguranță acasă, căci flota avariată a lui Blake nu mai reprezenta nici o amenințare. După cele trei zile de rafale continue Tromp mai avea în prezența sa doar 40 de nave dintr-o flota inițială de peste 100, iar alte 40 s-au adăpostit în golful Scalaway. Cele mai multe dintre celelalte și-au găsit adăpost în altă parte, o galiotă a fost capturată de Blake dar 6 s-au scufundat pe mare iar 10 au eșuat pe stânci. 

## Urmările
Tromp s-a întors în Țările de Jos cu mai puțin de jumătate din flota sa. Deși alte nave s-au întors separat în porturi în următoarele săptămâni, pierderile au fost o lovitură severă pentru Marina Neerlandeză.  Deși relativ puține nave s-au scufundat, multe altele au fost atât de avariate încât s-a preferat casarea lor decât repararea mai costisitoare. Flota de pescuit din Marea Nordului a fost devatată de Blake, iar marea flotă de război asamblată de neerlandezi era acum dizolvată. 
Inamicii politici republicani ai lui Tromp l-au acuzat pe acesta de pierderile navelor și de eșecul de a proteja flota de pescuit. Tromp a preferat să demisioneze decât să aștepte să fie demis. Succesor al lui a fost numit vice-amiralul Witte de With, care a primit comanda unei flote care nu era asamblată deja. Doar 40 de nave în stare mai bună au putut forma nucleul flotei lui De With, cărora li s-au alăturat alte 20 din flota lui De Ruyter. Celelate nave existente erau prea avariate după furtună sau după Bătălia de la Plymouth. Cu acestă flotă plină de nave închiriate De With a trebuit să înfrunte în Bătălia de la Kentish Knock împotriva flotei engleze.